# Le Traître (film, 2019)
Pour les articles homonymes, voir Le Traître.
Pour plus de détails, voir Fiche technique et Distribution.
Le Traître (Il traditore) est un film de procès italien réalisé par Marco Bellocchio, sorti en 2019. Il relate l'histoire de Tommaso Buscetta, interprété par Pierfrancesco Favino, dont les révélations ont permis au juge Falcone de lutter avec efficacité contre Cosa nostra.
Le film se déroule au début des années 1980. Une guerre interne fait rage au sein de Cosa nostra. Menacé, Tommaso Buscetta, membre important de la mafia palermitaine, se réfugie sous un faux nom au Brésil, pays dont sa femme est originaire, mais il est arrêté par la police brésilienne, puis extradé en Italie. Sa famille (notamment deux de ses fils) et ses alliés continuant d'être décimés par le clan des Corléonais, il décide de collaborer avec la justice, représentée par le juge Giovanni Falcone. En brisant l'omertà, il s'expose à des accusations de traîtrise par ses anciens collaborateurs ; lui-même accuse la mafia de s'être trahie elle-même à force de vendettas. Outre de nombreuses révélations concernant divers crimes et homicides, ses explications permettent au juge Falcone et à l'État italien de comprendre beaucoup mieux le fonctionnement de Cosa Nostra. Cette coopération aboutit quelques années plus tard au maxi-procès de Palerme qui voit la condamnation de plusieurs centaines de mafieux.
Le Traître est en sélection officielle du Festival de Cannes 2019 ; en Italie, la presse nationale et étrangère lui attribue plusieurs Rubans d'argent et Globe d'or. Il représente l'Italie à l'Oscar du meilleur film international.

## Synopsis
Dans les années 1980, en Italie, la Cosa Nostra de Palerme et les Corleonesi se disputent le marché de la drogue. Pour montrer l'entente cordiale entre les deux mafias, une fête est organisée à laquelle est présent Tommaso Buscetta, « Le Boss des Deux Mondes ». Sentant que tout cela n'est qu'une façade et qu'une guerre est inévitable, Tommaso décide de s'exiler au Brésil où il pourra continuer son trafic tranquillement. Comme il l'avait prévu, la guerre éclate et, parmi les nombreuses victimes, figurent ses deux fils et son frère. En raison de sa situation géographique, Tommaso reste intouchable mais dans le cadre de son trafic de drogue, il est arrêté et torturé par la police brésilienne. Son extradition vers l'Italie est prononcée et, comprenant que cela le mène à une mort certaine, Tommaso fait une tentative de suicide qui échoue.
De retour dans son pays natal, Tommaso fait la rencontre du juge Giovanni Falcone. Fermement engagé dans la lutte antimafia, Falcone a besoin de témoignages et lui propose un arrangement : en échange de sa collaboration, il bénéficiera de la protection d'État. Tommaso, qui pense que la mafia a oublié ses valeurs (notamment la protection des plus faibles) et sombré dans un cycle de violence, décide d'accepter pour se venger. Il devient alors le premier repenti et, avec Totuccio Contorno, ils livrent de nombreuses informations au juge, ce qui aboutit au maxi-procès de Palerme où plus de 360 accusés sont condamnés. À la suite de cela, Tommaso et sa famille sont emmenés aux États-Unis pour y vivre sous de fausses identités. Du fait de ses actions, Tommaso vit cependant dans la crainte que ses anciens complices ne le retrouvent pour le tuer. En 1992, le juge Falcone, sa femme et son escorte sont assassinés par la Cosa Nostra. Tommaso retourne alors en Italie pour honorer son pacte avec le juge et dévoiler les fortes relations entre la mafia et les hommes politiques.
De retour aux États-Unis, Tommaso finit sa vie en Floride, toujours une arme à la main par peur d'être assassiné. Le film se conclut sur la fin d'une anecdote que Tommaso avait commencé à raconter à Falcone : lorsqu'il débutait, Tommaso avait reçu pour ordre de tuer un père de famille. À la sortie de l'église où son fils s'était fait baptiser, l'homme avait alors pris le bébé dans ses mains pour empêcher Tommaso de tirer. Tommaso n'eut aucun moyen de l'exécuter les années suivantes. Lors du mariage de son fils, l'homme crut qu'il était enfin tiré d'affaire. C'est alors que Tommaso surgit et le tua.

## Fiche technique
- Titre original : Il traditore
- Titre français : Le Traître
- Réalisation : Marco Bellocchio
- Scénario : Marco Bellocchio, Valia Santella, Ludovica Rampoldi et Francesco Piccolo
- Direction artistique : Dani Vilela
- Décors : Livia Del Priore
- Costumes : Daria Calvelli
- Photographie : Vladan Radovic
- Montage : Francesca Calvelli
- Musique : Nicola Piovani
- Pays d'origine :  Italie,  France,  Allemagne,  Brésil
- Sociétés de production : IBC Movie (Italie), Kavac Film (Italie), Rai Cinema (Italie), Ad Vitam Production (France), Gullane (Brésil), Match Factory Productions (Allemagne), Arte France (France)
- Langues originales : italien, sicilien, portugais, anglais
- Format : Couleurs - 35 mm - 1,85:1
- Genre : Biopic et drame
- Durée : 145 minutes[1]
- Dates de sortie :
  - France : 23 mai 2019 (Festival de Cannes 2019) ; 30 octobre 2019 (sortie nationale)
  - Italie : 23 mai 2019
  - Brésil : 31 mai 2019
  - Allemagne : 2 juillet 2019 (Festival du film de Munich) ; 11 juillet 2019 (sortie nationale)

## Distribution
- Pierfrancesco Favino (VF : Thibault de Montalembert) : Tommaso Buscetta
- Maria Fernanda Cândido (VF : Odile Cohen) : Cristina, épouse de Tommaso Buscetta
- Luigi Lo Cascio (VF : Olivier Brun) : Totuccio Contorno
- Fabrizio Ferracane (VF : Didier Brice) : Pippo Calò
- Fausto Russo Alesi (VF : Éric Caravaca) : le juge Giovanni Falcone
- Rosario Palazzolo (it) : Giovanni De Gennaro (en)
- Alessio Praticò : Scarpuzzedda
- Nicola Calì (VF : Luc-Antoine Diquéro) : Totò Riina
- Vincenzo Pirrotta : Luciano Leggio
- Giovanni Calcagno : Gaetano Badalamenti
- Goffredo Maria Bruno : Stefano Bontade
- Matteo Contino : Salvatore Inzerillo
- Alberto Gottuso : Giuseppe Inzerillo (it)
- Ludovico Caldarera : Salvatore Cancemi
- Gabriele Cicirello : Benedetto Buscetta, fils de Tommaso Buscetta
- Paride Cicirello : Antonio Buscetta, fils de Tommaso Buscetta
- Marco Gambino : le procureur général de Palerme
- Pier Giorgio Bellocchio : Cesare, garde du corps
- Raffaella Lebboroni : la femme juge
- Pippo Di Marca : Giulio Andreotti
- Nino Porzio : technicien TV de La RAI

## Sortie

### Accueil critique
- En France, le site Allociné recense une moyenne des critiques presse de 4,3⁄5 pour 35 titres de presse[4].

- Pour le site Bande à Part, Le Traître est une véritable réussite et son absence du palmarès du Festival de Cannes est regrettable : « Honteusement absent du palmarès cannois, Le Traître de Marco Bellocchio est pourtant l’un des meilleurs films de l’auteur des "Poings dans les poches", "Viol en première page", "Vincere"…, mais aussi de l’année 2019. »[5].

- Le quotidien Sud-Ouest salue la performance de l'acteur principal « Interprété par Pierfrancesco Favino, qui donne puissance et ambivalence au personnage, Buscetta incarne la fin d’un monde. Bellocchio en fait une figure à part, opaque, complexe, passionnante. »[6].

### Box-office
| Pays ou région | Box-office      | Date d'arrêt du box-office | Nombre de semaines |
| -------------- | --------------- | -------------------------- | ------------------ |
| Italie         | 771 270 entrées | 22 décembre 2019           | 31                 |
| France         | 355 916 entrées | 28 janvier 2020            | 13                 |
| Total mondial  | 8 625 022 $     | -                          | -                  |

## Distinctions

### Récompenses
- Rubans d'argent 2019[9] ;
  - meilleur film
  - meilleure réalisation
  - meilleur acteur pour Pierfrancesco Favino
  - meilleur acteur dans un second rôle pour Luigi Lo Cascio et Fabrizio Ferracane
  - meilleur montage pour Francesca Calvelli
  - meilleure musique pour Nicola Piovani
- Globes d'or 2019 [10]
  - Meilleur film
  - Meilleure musique à Nicola Piovani
- Festival du film de Pauillac : prix du jury[11]
- David di Donatello 2020[12],[13] : 
  - David di Donatello du meilleur film
  - David di Donatello de la meilleure réalisation
  - David di Donatello du meilleur scénario original
  - David di Donatello du meilleur acteur pour Pierfrancesco Favino
  - David di Donatello du meilleur acteur dans un second rôle pour Luigi Lo Cascio
  - David di Donatello du meilleur montage pour Francesca Calvelli

### Nomination
- César 2020 : Meilleur film étranger

### Sélection
- Festival de Cannes 2019 : sélection officielle, en compétition